# Království Burgundů
Království Burgundů bylo založeno germánským kmenem Burgundů v Porýní a poté v 5. století ve východní Galii.

## Historie

### Původ Burgundů
Burgundové byli germánským kmenem, kteří se patrně ve 3. století stěhovali ze skandinávského ostrova Bornholm do povodí Visly. První doložený král Burgundů Gibica je až z konce 4. století, kdy Burgundi žili východně od Rýna.
V roce 406 Alani, Vandalové, Svébové a patrně i Burgundi překročili Rýn a napadli římskou Galii. Burgundi se usadili jako foederati v římské provincii Germania Secunda podél středního Rýna.

### Království
V roce 411 burgundský král Gundahar ve spolupráci s Goarem, králem Alanů, ustanovil Jovina loutkovým císařem. Pod záminkou Jovinovy císařské autority se Gundahar usadil na západním břehu Rýna, mezi řekami Lauter a Nahe, přičemž se zmocnil osad Borbetomagus, Špýr a Štrasburk. Zřejmě v rámci příměří jim římský císař Honorius později oficiálně území přidělil. Burgundové založili své hlavní město v Borbetomagus, dnešním Wormsu.
Navzdory jejich statutu foederati se staly burgundské nájezdy do římské provincie Galie Belgica na severu pro Římany nesnesitelné a tak v roce 436 římský generál Flavius Aetius povolal hunské žoldáky, kteří v roce 437 království napadli a porazili. Král Gundahar byl zabit v roce 436 v boji, údajně spolu s většinou Burgundů. Tato bitva byla předlohou středověkému eposu Písni o Nibelunzích.
Krále Gundahara následoval v 437 král Gondioch (ve zdrojích také jako Gunderich či Gundioch). Po roce 443 zbývající Burgundi byli Flaviem Aetiem přesídleni, znovu jako foederati do římské provincie Maxima Sequanorum v oblasti dnešní severovýchodní Francie. Jejich úsilí rozšířit své království po řece Rhôně je přivedlo do konfliktu s Vizigótským královstvím na jihu. V roce 451 se Gondioch spojil s Aetiem proti Attilovi, vůdci Hunů, v bitvě na Katalaunských polích.
Když Gondioch v roce 473 zemřel, jeho bratr Chilperich I. neměl mužské potomky a tak království bylo rozděleno mezi Gondiochovy čtyři syny: Gundobada (473–516 v Lyonu a od roku 480 král celého království), Godegisela (473-500, král ve Vienne a Ženevě), Chilpericha II. (473–493) a Godomara II. (473–486), i když historik Justin Favrod uvádí, že „... Chilperich II. i Godomar II. pravděpodobně nevládli, protože patrně zemřeli dříve než jejich strýc Chilperich I.
Po pádu Západořímské říše v roce 476 se král Gundobad spojil s franským králem Chlodvíkem I. proti výpadům ostrogótského krále Theodoricha Velikého. Gundobad byl tak schopen zajistit burgundské akvizice a sestavit starověký burgundský zákoník Lex Burgundionum. Později, když si římská říše již nemohla dovolit ochranu svých území v Galii, se Sekvánové sloučili s Burgundy do nově vytvořeného Království Burgundů.[4]
Podle Historia Francorum Řehoře z Tours Gundobad v roce 493 zabil svého bratra Chilperika II. a vyhnal jeho dceru Chrodechildu, která byla provdána za merovejského krále Chlodvíka I., krále Franků, který právě dobyl severní Galii. Úpadek království Burgundů započal, když si na jejich území začali činit nárok jejich bývalí merovejští spojenci. V roce 523 vedli synové krále Chlodvíka vojenské tažení na území Burgundů na popud jejich matky Klotildy, aby se pomstili za Gundobadovu vraždu, který byl jejím otcem. V roce 532 byli Burgundi drtivě poraženi v bitvě u Autunu, následně byl zabit burgundský král Godomar III. a království bylo v roce 534 začleněno do franského království.

## Seznam burgundských králů
- Gibica (konec 4. století–cca 407)
- Godomar I. (cca 407–411), syn Gibici
- Giselher (cca 407–411), syn Gibici
- Gundahar (c. 407–436), syn Gibici

Flavius Aetius přesunul Burgundy do povodí horní Rhôny.
- Gondioch také Gunderich (436–473) v opozici proti Chilperichovi I. 
  - Chilperich I., bratr Gundiocha (443–cca480)
- rozdělení království mezi čtyři syny Gondiocha
  -     - Gundobad (také Gondebaud)  (473–516 v Lyonu, král všech Burgundů od roku 480)
    - Godegisel (473–500, ve Vienne a Ženevě)
    - Chilperich II. (473–493 ve Valence)
    - Godomar II. (473–486 ve Vienne)
- Zikmund, syn Gundobada (516–524)
- Godomar III., syn Gundobada (524–534)